# 帕尔马里斯
帕尔马里斯是巴西伯南布哥州的一个市镇。总面积376.29平方公里，总人口58819人，人口密度156.3人/平方公里。